# Asioryctes
Asioryctes è un mammifero estinto appartenente all'ordine degli Asioryctitheria e vissuto in Mongolia durante il periodo Campaniano (corrispondente al Cretaceo superiore di 83,5-70,6 milioni di anni fa).
Di questo animale sono noti una decina di crani completi di mandibola e resti parziali di scheletro. La formula dentale, tipica dei membri degli Asioryctitheria, presenta cinque incisivi, un canino, quattro premolari e tre molari nella parte superiore e (4,1,4,3) in quella inferiore. Secondo uno studio pubblicato da Kielan-Jaworowska nel 2000, ci sono grandi somiglianze nella disposizione dei denti tra Asioryctes e Kennalestes mentre la lunghezza del cranio, misurata in centimetri, è leggermente superiore.